# Cham-e Zīn
Cham-e Zīn (persiska: Chamzīn, چَمزين, چم زين) är en ort i Iran.   Den ligger i provinsen Chahar Mahal och Bakhtiari, i den centrala delen av landet, 400 km söder om huvudstaden Teheran. Cham-e Zīn ligger 1 860 meter över havet och antalet invånare är 691.
Terrängen runt Cham-e Zīn är kuperad åt sydväst, men åt nordost är den platt. Cham-e Zīn ligger nere i en dal.Runt Cham-e Zīn är det ganska tätbefolkat, med 160 invånare per kvadratkilometer. Närmaste större samhälle är Shar-e Kord, 18,6 km söder om Cham-e Zīn. Trakten runt Cham-e Zīn består i huvudsak av gräsmarker.